# Hôtel du Cadran
L'hôtel du Cadran est un édifice situé à Bayeux, dans le département du Calvados, en France. Il est à la fois inscrit et classé au titre des monuments historiques.

## Localisation
Le monument est situé aux no 6-no 8 de la rue Saint-Martin. Il est situé dans le secteur sauvegardé de Bayeux.

## Historique
L'hôtel est édifié entre 1794 et 1796 en remplacement d'une église dédiée à saint Martin.
La façade sur rue et la toiture sont classées au titre des monuments historiques depuis le 16 juin 1998. L'escalier et la cage sont inscrits par arrêté pris à la même date.

## Architecture
L'immeuble est bâti en calcaire.
L'édifice est bâti selon le style néo-classique.
La façade comporte des pilastres et un décor de guirlandes. Elle possède un outre en beau balcon de fer forgé et un cadran solaire est situé en son centre.

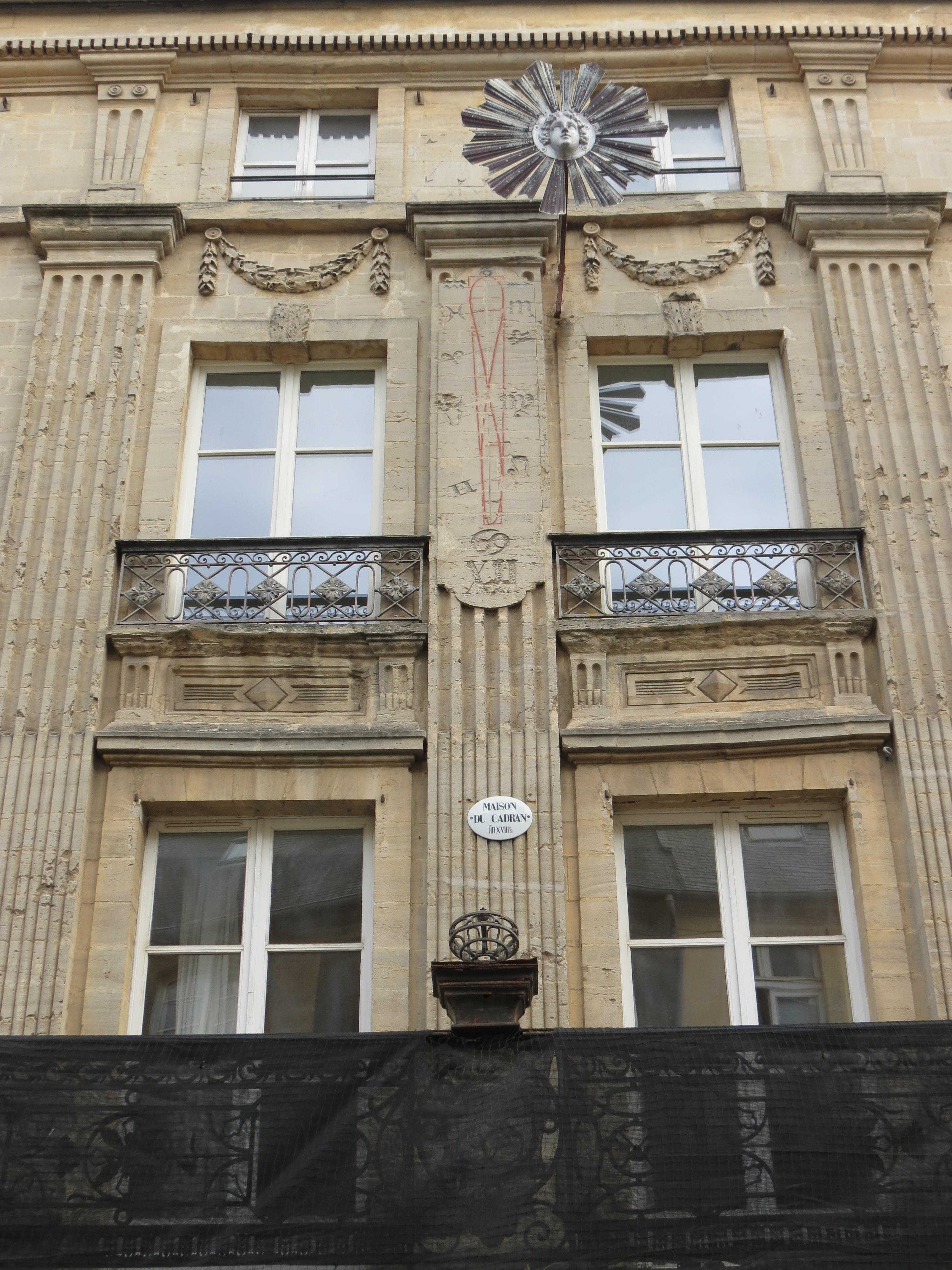
façade
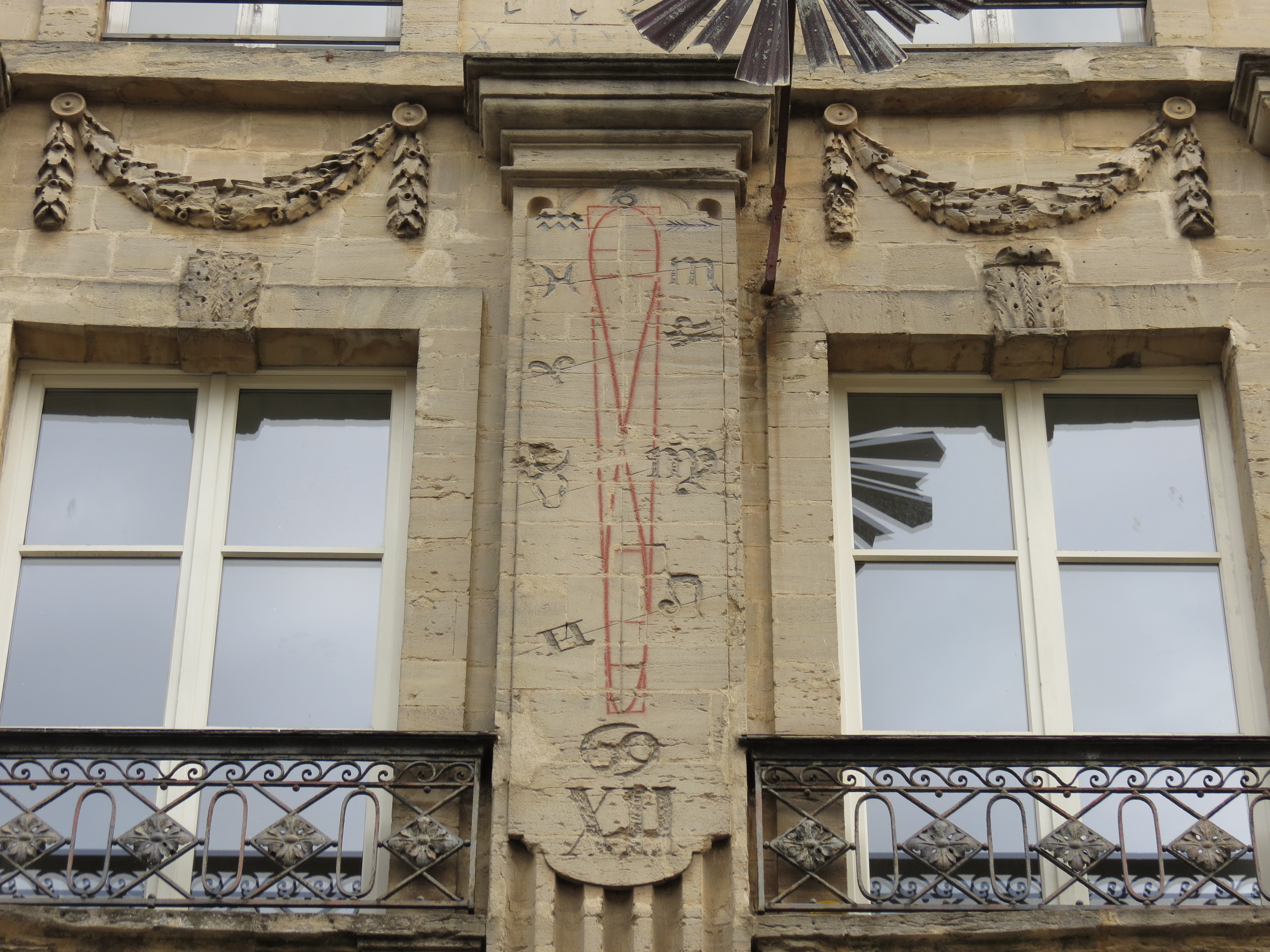
détail de la façade